# Calipso (pintora)
Calipso, também conhecida como Kalypso, foi uma suposta pintora grega antiga que viveu no século III a.C. Ela é conhecida por uma menção na História Natural de Plínio, o Velho, junto com várias outras pintoras proeminentes.